# Aterom
Aterom är en svulst som bildas i hudens talgkörtlar. Talgkörteln sitter i anslutning till hårsäcken. Om hårsäcken infekteras kallas detta för follikulit. Aterom uppkommer oftast där vi har flest talgkörtlar exempelvis ryggen och nacken. Svulsten är helt ofarlig. Om den svullnar upp flera gånger kan den avlägsnas med en enkel operation. Operationen sker under lokalbedövning och då avlägsnas hinnan i talgsäcken. Om delar av hinnan lämnas återkommer infektionen oftast. Den tas lättast bort i ett lugnare skede.  
Namnet aterom kommer av det grekiska ordet athere, som betyder gröt.